# Pašijová draha
Přírodní rezervace Pašijová draha se nachází u města Libušín v okrese Kladno. Důvodem ochrany je pískovcový reliéf s teplomilnou květenou. Území je chráněno od roku 1987. V rezervaci se také nachází srub ochránců přírody.

## Přírodní poměry
Přírodní rezervaci tvoří přírodovědecky nejzajímavější část rozsáhlého mrákavského polesí, okraj planiny, na níž pramení Knovízský potok a spolu s několika drobnějšími přítoky vytváří soustavu výrazně zaříznutých údolí. Rozkládá se jihozápadně od Libušína a severozápadně od kladenského předměstí Rozdělov, zhruba v prostoru mezi libušínským koupalištěm a rozcestími U Ručiček a Na Rýni. Délka území dosahuje přibližně 1200 metrů, maximální šíře přes 700 metrů. 
Geologický podklad chráněného území představují opuky a pískovce z období svrchní křídy před přibližně 90 miliony let (stupně spodní turon / svrchní cenoman). působením vodní eroze na toto podloží zde došlo k vytvoření značně členitého reliéfu, kdy i drobné potůčky vyhloubily kaňonovité hluboké zářezy, které dnes díky četným skalním výchozům ve svazích umožňují nahlížet sled vrstev uložených hornin. Na mnoha místech došlo k projevům pseudokrasového zvětrávání a drobné pseudokrasové jevy jsou zde časté. Jde zejména o puklinové a oválné závrty, ventaroly (otvory do podzemních dutin, z nichž v zimě proudí teplejší vzduch – v podstatě jde o vyvěrání podzemního vzduchu přibližně stabilní teploty), a naopak o projevy srážení uhličitanu vápenatého z vody – vznikající travertiny a vápnité konkrece v potůčcích. Ochrana těchto pseudokrasových jevů je obzvlášť důležitá, neboť jsou velmi snadno zranitelné, např. při těžbě dřeva i vyšší návštěvnosti území.
Rezervace je součástí rozsáhlého přírodního parku Džbán, z hlediska geomorfologického členění však její území není řazeno ke Džbánu, ale představuje již nejzápadnější okraj sousedního celku Pražská plošina.
V údolí se nacházela řada drobný jezírek hrazených sesuvy půdy. Většina jich byla záměrně zničena při stavbě libušínského koupaliště, aby v nich nedocházelo ke zhoršování kvality vody v důsledku tlející organické hmoty. Z původní soustavy se dochovalo jediné jezírko.

### Flóra
Lesní porosty, které celou oblast pokrývají, jsou do značné míry změněné, zejména v borové monokultury, ale přirozená společenstva dubohabřin jsou zachována na mnoha místech a jejich bylinné a keřové patro je zde vlastně vyvinuto i v umělých výsadbách, kde se v keřovém patru vyskytuje dřín (Cornus mas) a lýkovec jedovatý (Daphne mezereum), z chráněných a vzácných druhů bylin zde roste například lilie zlatohlavá (Lilium martagon), třemdava bílá (Dictamnus albus), válečka prapořitá (Brachypodium pinnatum), medovník meduňkolistý (Melittis melissophyllum), řimbaba chocholičnatá (Tanacetum corymbosum), mořena barvířská (Rubia tinctorum), sasanka lesní (Anemonoides sylvestris), prvosenka jarní (Primula veris), oměj vlčí mor (Aconitum lycoctonum), vemeník dvoulistý (Platanthera bifolia), bradáček vejčitý (Listera ovata), hlístník hnízdák (Neottia nidus-avis), kokořík mnohokvětý (Polygonatum multiflorum), vraní oko čtyřlisté (Paris quadrifolia) apod. Byl zde zjištěn i vzácný střevíčník pantoflíček (Cypripedium calceolus).
Výrazný je vegetační kontrast mezi kyselými půdami v náhorní části území, kde je podklad odvápněný, a zásaditými v údolích. Podrost boro-dubových lesů na planinách tak tvoří druhy acidofilní, jako kostřava ovčí (Festuca ovina), metlička křivolaká (Avenella flexuosa), brusnice borůvka (Vaccinium myrtillus) a brusnice brusinka (Vaccinium vitis-idaea). K jihu obrácené svahy údolí zaujímají duby (Quercus), buk lesní (Fagus sylvatica), habr obecný (Carpinus betulus) a borovice lesní (Pinus sylvestris) s příměsí nepůvodního modřínu opadavého (Larix decidua). Pro okraje roklí je typický jeřáb muk (Sorbus aria), jilm habrolistý (Ulmus minor), ve svazích rostou keře jako dřín jarní (Cornus mas), líska obecná (Corylus avellana) a ptačí zob obecný (Ligustrum vulgare).

### Fauna
Území představuje rovněž útočiště pro celou řadu živočichů, typických pro oblast listnatých hájů, od prakticky úplného výčtu druhů ptáků a drobných savců, po druhově i početně velmi bohatou bezobratlou zvířenu. V rezervaci je také několik velkých mravenišť mravence lesního.

## Přístup
Vnitřkem rezervace nevedou značené turistické trasy, nicméně její východní okraj sleduje zelená značka, spojující nádraží Kamenné Žehrovice s Libušínem, a po jižním okraji prochází žlutá trasa z Rozdělova do Smečna.